# Симоново (Ленінградська область)
Симоново (рос. Симоново) — присілок Бокситогорського району Ленінградської області Росії. Входить до складу Бокситогорського міського поселення.
Населення — 4 особи (2003 рік). 